# (8852) Buxus
(8852) Buxus est un astéroïde de la ceinture principale.

## Description
(8852) Buxus est un astéroïde de la ceinture principale. Il fut découvert le 8 avril 1991 à La Silla par Eric Walter Elst. Il présente une orbite caractérisée par un demi-grand axe de 2,29 UA, une excentricité de 0,18 et une inclinaison de 4,1° par rapport à l'écliptique.

## Compléments